# 奥布雷克
奥布雷克（法語：Obreck，法語發音：[ɔbʁɛk]）是法国摩泽尔省的一个市镇，属于萨尔堡-萨兰堡区。

## 地理
奥布雷克（48°50'46"N, 6°35'30"E）面积3.24 平方千米，位于法国大東部大區摩泽尔省，该省份为法国东北部内陆省份，是洛林的一部分，西南接默尔特-摩泽尔省，东临下莱茵省，北与卢森堡和德国接壤。
与奥布雷克接壤的市镇（或旧市镇、城区）包括：比利永库尔、武埃堡、昂蓬。

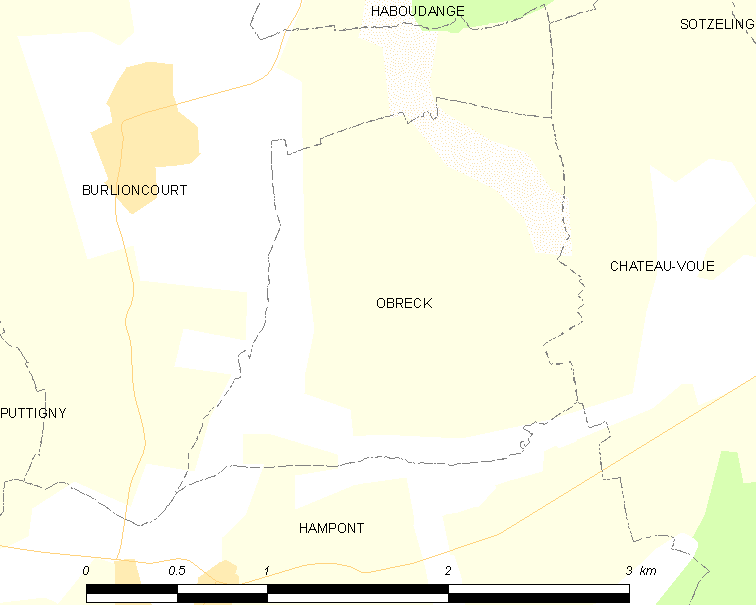
奥布雷克的OSM定位图

奥布雷克的时区为UTC+01:00、UTC+02:00（夏令时）。

## 行政
奥布雷克的邮政编码为57170，INSEE市镇编码为57520。

## 政治
奥布雷克所属的省级选区为索努瓦县。

## 人口

1962-2008年间奥布雷克人口变化图示

奥布雷克于2022年1月1日时的人口数量为37人。